# وفنسلبن
وفنسلبن (به آلمانی: Wefensleben) یک شهر در آلمان است که در Börde واقع شده‌است. وفنسلبن ۲٬۱۲۴ نفر جمعیت دارد.